# Фрейндлих, Бруно Артурович
Бру́но Арту́рович Фре́йндлих (27 сентября [10 октября] 1909, Санкт-Петербург, Российская империя — 9 июля 2002, Санкт-Петербург, Россия) — советский актёр театра и кино; народный артист СССР (1974), лауреат Сталинской премии второй степени (1951).

## Биография
Родился 27 сентября (10 октября) 1909 года в семье российских немцев в Санкт-Петербурге. Предки его были мастерами-стеклодувами, приглашёнными в Россию царским указом, в числе других немецких специалистов.
В 1918—1929 годах учился в Ленинградской единой трудовой школе №34. В 1929—1930 годах работал лаборантом в механической лаборатории Ленинградского завода «Химпром». В 1930—1931 годах учился на географическом факультете Ленинградского университета, в 1931—1934 — в Ленинградском техникуме сценических искусств (ныне Российский государственный институт сценических искусств), в 1936—1938 — в Ленинградском институте повышения квалификации. Во время учёбы познакомился с актрисой Ксенией Фёдоровной Фёдоровой. Вскоре они вступили в брак, а в декабре 1934 года у них родилась дочь Алиса.

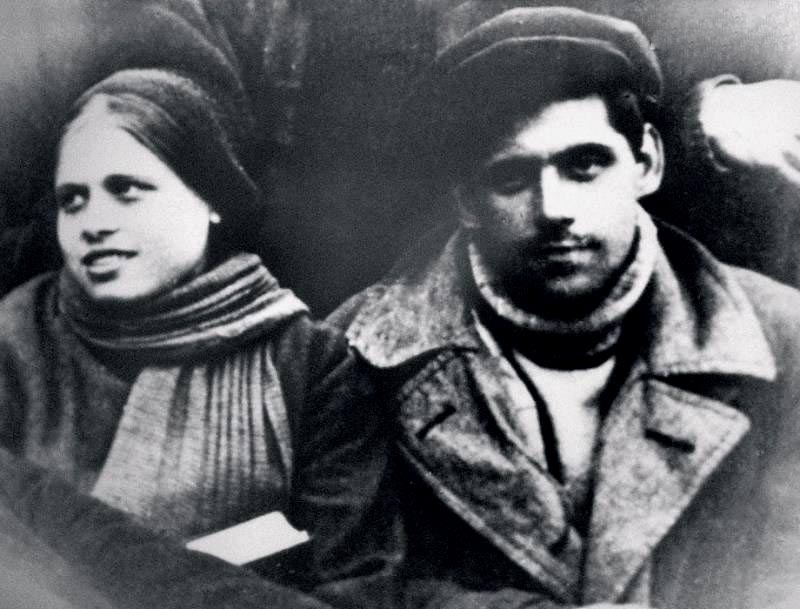
С женой Ксенией Фёдоровой

В 1930—1931 годах — заведующий клубом Ленинградского объединённого ЖАКТа. В 1931 году участвовал в создании Ленинградского колхозного ТРАМа (филиал Ленинградского ТРАМа), где был актёром. В 1931—1934 и 1936—1941 годах — актёр Ленинградского драматического театр имени обкома ВЛКСМ, в 1934—1936 — Ташкентского театра Красной Армии Среднеазиатского военного округа, играл также в драматическом театре города Боровичи.
Незадолго до начала войны расстался с женой. Вместе с театром уехал в Ташкент на гастроли. Ксения Фёдоровна с дочкой остались в Ленинграде. Там же они пережили блокаду.
Бруно покинул Ленинград ещё до того, как из города начали депортировать немцев. По воспоминаниям Алисы Фрейндлих, «бабушка, тётушка, мои двоюродные братья и сёстры — всем им пришлось уехать из Ленинграда»; «папин брат с женой были арестованы — много позже мы узнали, что их расстреляли».
Во время войны Ленинградский ТЮЗ, где тогда работал актёр (1941—1946), был эвакуирован на Урал в Березники. Два с половиной года, с 1942 по 1944, труппа театра выступала на сцене Березниковского драматического театра.
Находясь в эвакуации, нашёл актёр свою новую любовь. По окончании войны он вернулся в Ленинград с новой женой, Клавдией Николаевной Копчёновой, она уже родила ему в 1944 году дочь — Ирину.
В 1945—1946 годах — актёр Ленинградского театра эстрады и миниатюр, в 1946—1948 — киностудии «Ленфильм».
В 1946 году перешёл в Большой драматический театр им. М. Горького, с 1948 — актёр Ленинградского театра драмы имени А. С. Пушкина (ныне Александринский театр).

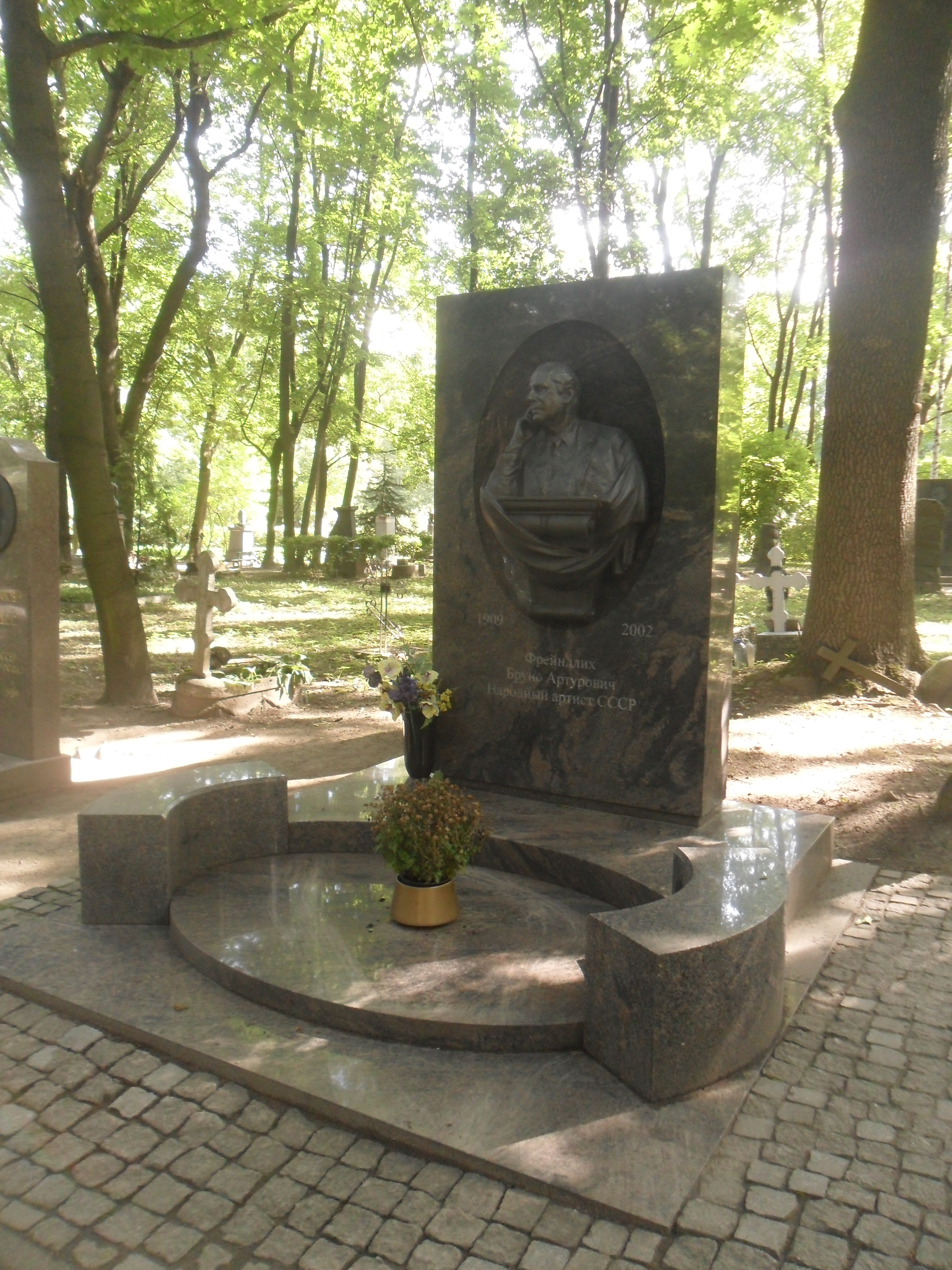
Памятник на Литераторских мостках в Санкт-Петербурге

Скончался 9 июля (по другим источникам — 7 июля или 8 июля) 2002 года в Петербурге, на 93-м году жизни. Похоронен на Литераторских мостках Волковского кладбища.

### Семья
Первая жена — Ксения Фёдоровна Фёдорова (?—1971), с детства жила в Пскове. Училась на драматических курсах Ленинградского ТРАМа. Позже работала бухгалтером в Центральной сберегательной кассе № 1874 Октябрьского района Ленинграда в должности старшего контролёра. Во время войны работала на военном заводе в Ленинграде.
Дочь — Алиса Фрейндлих (род. 1934), актриса, исполнительница песен; народная артистка СССР (1981), лауреат Государственной премии РСФСР им. К. С. Станиславского (1976) и трёх Государственных премий РФ (1996, 2001, 2008).
Вторая жена — Клавдия Николаевна Копчёнова. Дочь — Ирина Фрейндлих (1944—2020).

## Звания и награды
- Заслуженный артист РСФСР (1941)[10]
- Народный артист РСФСР (1957)[11]
- Народный артист СССР (1974)
- Сталинская премия второй степени (1951) — за исполнение роли Маркони в фильме «Александр Попов»
- Орден «За заслуги перед Отечеством» IV степени (1999) — за большой вклад в развитие театрального искусства[12]
- орден Почёта (11 ноября 1994) — за большие заслуги перед народом, связанные с развитием российской государственности, достижениями в труде, науке, культуре, искусстве, укреплением дружбы и сотрудничества между народами[13]
- Орден Дружбы народов (1979)
- Орден Трудового Красного Знамени (1989)
- Медаль «За доблестный труд. В ознаменование 100-летия со дня рождения Владимира Ильича Ленина»
- Медаль «За доблестный труд в Великой Отечественной войне 1941—1945 гг.»
- Медаль «Ветеран труда»
- Медаль «В память 250-летия Ленинграда»
- Специальная премия «Золотой софит» («За творческое долголетие и уникальный вклад в театральную культуру Санкт-Петербурга», 1998)
- Почётный гражданин города Березники (1984)[14].

## Творчество

### Роли в театре

#### Большой драматический театр им. М. Горького
- 1947 — «Русский вопрос» К. М. Симонова — Гарри Смитт
- 1948 — «Бесприданница» А. Н. Островского — Сергей Сергеевич Паратов

#### Ленинградский академический театр драмы им. А. С. Пушкина
- «Как закалялась сталь» по Н. А. Островскому — Павел Корчагин
- «На всякого мудреца довольно простоты» А. Н. Островского — Егор Дмитриевич Глумов
- 1950 — «Победители ночи» И. В. Штока — Луи Денейруз
- 1950 — «Живой труп» Л. Н. Толстого — Судебный следователь
- 1951 — «Двенадцатая ночь» У. Шекспира — Шут и Мальволио
- 1952 — «Ревизор» Н. В. Гоголя — Иван Александрович Хлестаков
- 1954 — «Гамлет» У. Шекспира — Гамлет
- 1954 — «Они знали Маяковского» В. Катаняна —
- 1956 — «На дне» М. Горького — Барон
- 1956 — «Игрок» по Ф. М. Достоевскому — мистер Астлей
- 1959 — «Всё остаётся людям» С. И. Алешина — отец Серафим
- 1961 — «Взрыв» И. Дворецкого —
- 1965 — «Встреча» («Мари-Октябрь») Ж. Робера — Симоно
- 1965 — «На диком бреге» по роману Б. Н. Полевого — Надточиев
- 1965 — «Маленькие трагедии» А. С. Пушкина. Режиссёр Л. С. Вивьен  — Барон («Скупой рыцарь»)
- 1970 — «Человек и глобус» В. Лаврентьева — Георгий Петрович Бармин
- 1971 — «Сказки старого Арбата» А. Н. Арбузова — Фёдор Кузьмич Балясников
- 1972 — «Вишнёвый сад» А. П. Чехова — Леонид Андреевич Гаев
- 1974 — «Элегия» П. И. Павловского — И. С. Тургенев
- 1974 — «Приглашение к жизни» по роману Л. М. Леонова «Русский лес» — Грацианский
- 1979 — «Пер Гюнт» Г. Ибсена — Пер Гюнт
- 1980 — «Высшая мера» — адвокат Темин
- 1981 — «Предел возможного» —
- 1982 — «Отец Горио» по О. де Бальзаку — отец Горио
- 1986 — «Машенька», режиссеры — Бруно Фрейндлих, Олег Матвеев
- 1988 — «Колокола» — Рахманинов

### Фильмография
- 1947 — Возвращение к жизни — Сергей Костров
- 1949 — Александр Попов — Г. Маркони
- 1950 — Мусоргский — Цезарь Антонович Кюи
- 1951 — Белинский — профессор Щепловидов
- 1952 — Римский-Корсаков — Раменский
- 1954 — Кортик — Никитский
- 1954 — Герои Шипки — Дьюла Андраши
- 1955 — Два капитана — Иван Павлович Кораблёв
- 1955 — Двенадцатая ночь — шут Фесте
- 1956 — Разные судьбы — Игорь Степанович Рощин
- 1956 — Софья Ковалевская — Клаус фон Шведлиц
- 1957 — Дон Кихот — герцог
- 1958 — Отцы и дети — Павел Петрович Кирсанов
- 1958 — В дни Октября — полковник Г. П. Полковников
- 1962 — Исповедь — в титрах не указан
- 1963 — Каин XVIII — начальник Тайной полиции
- 1963 — Пока жив человек — Александр Степанович
- 1964 — Государственный преступник — Доре/ Виктор Федорович Куликов
- 1964 — Поезд милосердия — профессор Скутаревский
- 1965 — Залп «Авроры» — командир «Авроры»
- 1966 — Два билета на дневной сеанс — Блинов
- 1967 — Четыре страницы одной молодой жизни — учёный
- 1967 — Конец «Сатурна» — адмирал Канарис
- 1968 — Гроза над Белой — адмирал А. В. Колчак
- 1968 — Мёртвый сезон — Валерий Петрович
- 1968 — Наши знакомые — работник службы занятости
- 1969 — Чайковский — И. С. Тургенев
- 1970 — Бег — главнокомандующий Белой армией барон Врангель
- 1971 — Город под липами — доктор Балодис
- 1972 — Дела давно минувших дней… — Савельев
- 1972 — Звезда в ночи — Струве
- 1973 — Опознание — Хольц
- 1973 — Цемент  — Герман Германович Клейст
- 1976 — Меня это не касается… — Кливенский
- 1977 — Тимур и его команда — Фёдор Григорьевич Колокольчиков
- 1977 — Объяснение в любви — Филиппок
- 1978 — Жизнь Бетховена — Йозеф Гайдн
- 1978 — Дом строится — Александр Степанович
- 1980 — Я — актриса — Владимир Николаевич Давыдов
- 1981 — Россия молодая — адмирал Патрик Гордон
- 1982 — Две главы из семейной хроники — Манфред
- 1984 — Иван Павлов. Поиски истины — И. С. Тургенев
- 1985 — Странная история доктора Джекила и мистера Хайда — Пул
- 1985 — Битва за Москву — Борис Михайлович Шапошников
- 1987 — Время летать — Максим Петрович, пассажир
- 1989 — Орган, баян и фантазия — композитор Бах
- 1989 — Сталинград — Борис Михайлович Шапошников

### Телеспектакли
- 1952 — Живой труп — судебный следователь
- 1955 — Они знали Маяковского — Иннокентий Хромов
- 1960 — Эзоп — Ксанф
- 1969 — Моя жизнь (рассказ провинциала) — отец Мисаила
- 1971 — Маленькие трагедии — Барон
- 1973 — Сказки Старого Арбата — Фёдор Кузьмич Балясников
- 1974 — Болдинская осень (Скупой рыцарь) — барон
- 1981 — Предел возможного — Куликов

### Озвучивание
- 1955 — Дай руку, жизнь моя — Эммануэль Шиканедер (роль Э. Кунца)
- 1959 — Живые герои (киноальманах) (новелла «Соловушка») — Ганс (роль Г. Паулюкайтиса)
- 1960 — Макбет — закадровый комментарий
- 1960 — Семья Мяннард — Меспак (роль О. Эсколы)
- 1962 — День без вечера — Эгле (роль А. Видениекса)
- 1966 — Ночи без ночлега — Ила (роль Ю. Мильтиниса)
- 1969 — Да будет жизнь! — Цезарис (роль В. Паукште)
- 1990 — Дом Бенуа (документальный) — читает текст
- 1991 — Княгиня Наталья Петровна (документальный) — читает текст
- 1994 — Жил-был великий писатель (документальный) — чтение дневника Л. Н. Толстого
- Парацельс / Paracelsus (1943) (роль графа Гогенрида в исполнении Герберта Хюбнера)

### Участие в фильмах
- 1957 — Наш театр (документальный)
- 1970 — Николай Симонов (документальный)
- 1974 — Мир Николая Симонова (документальный)
- 1980 — Вспоминая Менделеева (документальный) — профессор А.Н.Бекетов

## Мемуары
Б. А. Фрейндлих написал книгу воспоминаний (изначально в стихах) — «65 лет на сцене». В 1998 году она была издана тиражом в 200 экземпляров и уже стала большой библиографической редкостью. Для издания стихотворная основа была переработана в ритмизованную прозу. Книга содержит также статьи о творчестве и личности актёра, написанные театральными критиками и его коллегами, фильмографию и список театральных работ. В 1999 году была сделана радиозапись к 90-летию артиста — фрагменты книги читал сам автор.